# 우베 다슬러
우베 다슬러(독일어: Uwe Daßler, 1967년 2월 12일 ~ )는 전 독일의 수영 선수로 중거리와 장거리 종목에서 활약하면서 동독을 대표하였다.
작센주 괴를리츠의 에버스바흐에서 태어난 다슬러는 1985년과 1987년에 400m 자유형의 유럽 챔피언이었다.
1988년 서울 올림픽에서 다슬러는 3개의 메달을 획득하였다. 그는 400m 자유형에서 3분 46.95초의 세계 기록을 세워 우승하였다. 1,500m 자유형에서 소련의 블라디미르 사르니코프와 서독의 슈테판 파이퍼에 밀려 3위를 하고, 2위를 한 800m 자유형 계주 팀의 일원이었다.

## 같이 보기
- 1988년 하계 올림픽 수영
- 수영 자유형 400m 세계 기록 추이